# Vlag van Pittem
De vlag van Pittem werd door de gemeenteraad op 29 oktober 1984 officieel vastgesteld als de gemeentelijke vlag van de West-Vlaamse gemeente Pittem. Op 1 april 1985 werd hij door het Bestuur van Vlaanderen bevestigd en uiteindelijk gepubliceerd op 8 juli 1986 in het officiële Belgisch Staatsblad.
Officieel wordt de vlag beschreven als:
Twee even lange banen van rood en van wit met op het wit twee rode rozen, de ene in de rechterboven- en de andere in de linkerbenedenhoek.
De kleuren van de vlag en de rozen zijn ontleend aan het gemeentewapen.

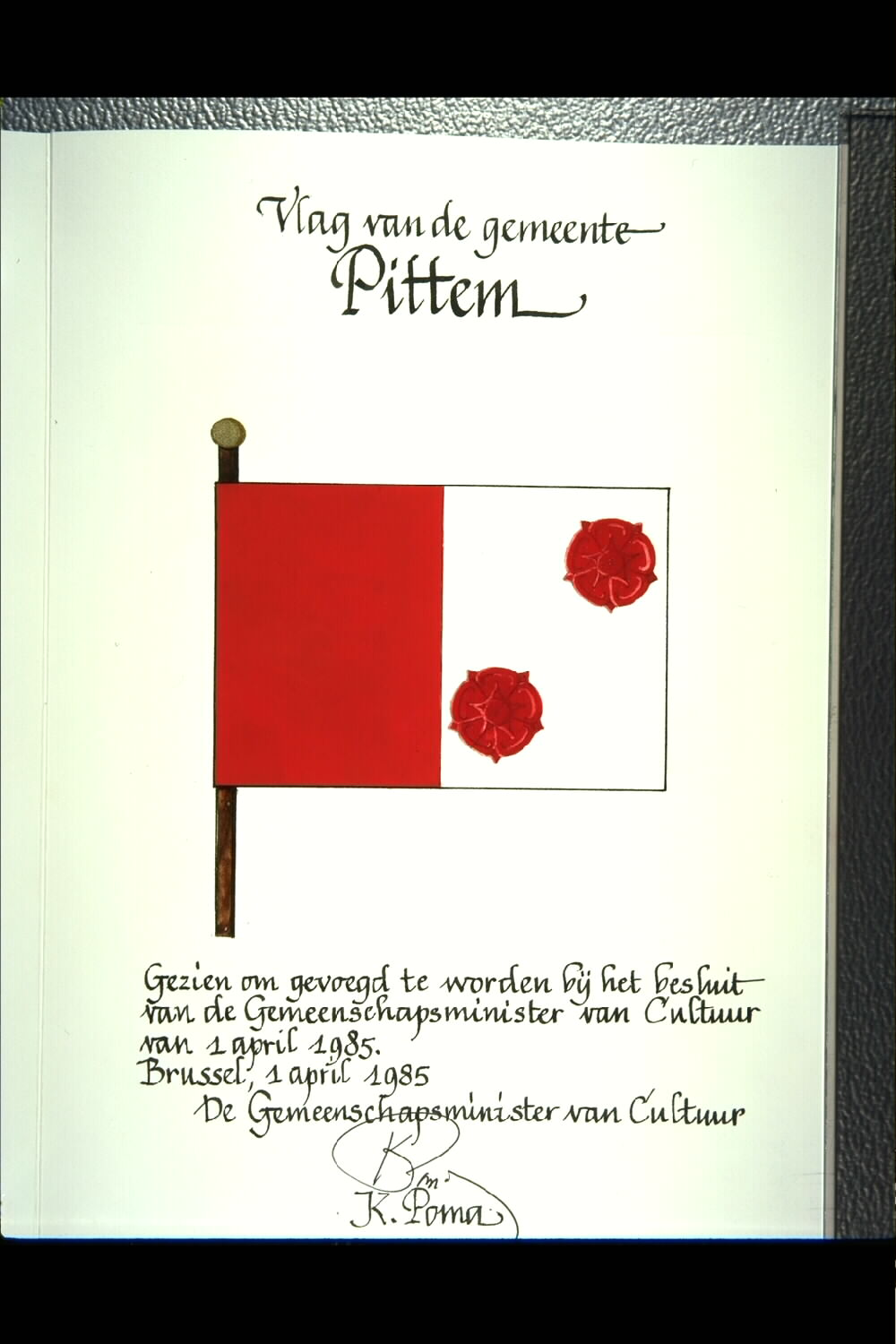
Ontwerp vlag getekend door Karel Poma